# Worry. (álbum de Jeff Rosenstock)
| Críticas profissionais | Críticas profissionais |
| Avaliações da crítica  | Avaliações da crítica  |
| Fonte                  | Avaliação              |
| ---------------------- | ---------------------- |
| AllMusic               | [ 1 ]                  |
| Consequence of Sound   | B+                     |
| Exclaim!               | 8/10                   |
| Pitchfork Media        | 8.0/10                 |
| Sputnikmusic           | [ 5 ]                  |
| Substream Magazine     | [ 6 ]                  |

Worry. (estilizado como WORRY.) é o segundo álbum de estúdio solo de Jeff Rosenstock. Foi lançado pela SideOneDummy Records em 14 de outubro de 2016.
O álbum fala de temas como gentrificação urbana, desigualdade econômica e a brutalidade da polícia norte-americana. Sua estrutura é comparada à Abbey Road e Short Music for Short People.
O álbum foi gravado entre abril e maio de 2016 em uma casa na Stinson Beach, California.  Boa parte do álbum foi escrito um pouco depois dos equipamentos da banda terem sido roubados durante um tour em 2015.
Jeff Rosenstock fez a tour do álbum com a Hard Girls, Katie Ellen e vários outros atos locais que eram escolhidos em cada cidade.
Nate Scott, escrevendo para a USA Today, considerou este o melhor álbum de 2016.

## Lista de faixas
| N.º            | Título                                         | Duração |  |
| 1.             | "We Begged 2 Explode"                          | 3:44    |  |
| 2.             | "Pash Rash"                                    | 1:43    |  |
| 3.             | "Festival Song"                                | 2:54    |  |
| 4.             | "Staring Out the Window At Your Old Apartment" | 3:22    |  |
| 5.             | "Wave Goodnight to Me"                         | 3:00    |  |
| 6.             | "To Be a Ghost..."                             | 4:02    |  |
| 7.             | "Pietro, 60 Years Old"                         | 0:38    |  |
| 8.             | "I Did Something Weird Last Night"             | 3:11    |  |
| 9.             | "Blast Damage Days"                            | 2:55    |  |
| 10.            | "Bang on the Door"                             | 1:03    |  |
| 11.            | "Rainbow"                                      | 1:31    |  |
| 12.            | "Planet Luxury"                                | 0:30    |  |
| 13.            | "HELLLLHOOOOLE"                                | 1:46    |  |
| 14.            | "June 21st"                                    | 1:04    |  |
| 15.            | "The Fuzz"                                     | 1:59    |  |
| 16.            | "...While You're Alive"                        | 1:54    |  |
| 17.            | "Perfect Sound Whatever"                       | 2:36    |  |
| Duração total: | Duração total:                                 | 37:42   |  |

## Integrantes
- Jeff Rosenstock - vocais, guitarra, teclado, saxofone
- John DeDomenici - baixo
- Mike Hugeneor - guitarra, backing vocals
- Kevin Higuchi - bateria, percussão, backing vocals